# معدن صوغان (صوغان)
معدن صوغان (بالإنجليزية: Madan-e Sughan)‏ هي منطقة سكنية تقع في إيران في قسم صوغان الريفي. يقدر عدد سكانها بـ 496 نسمة .